# Gaishorn am See
Gaishorn am See ist eine Marktgemeinde mit 1340 Einwohnern (Stand 1. Jänner 2024) im Gerichtsbezirk bzw. Bezirk Liezen in der Obersteiermark.

## Geografie

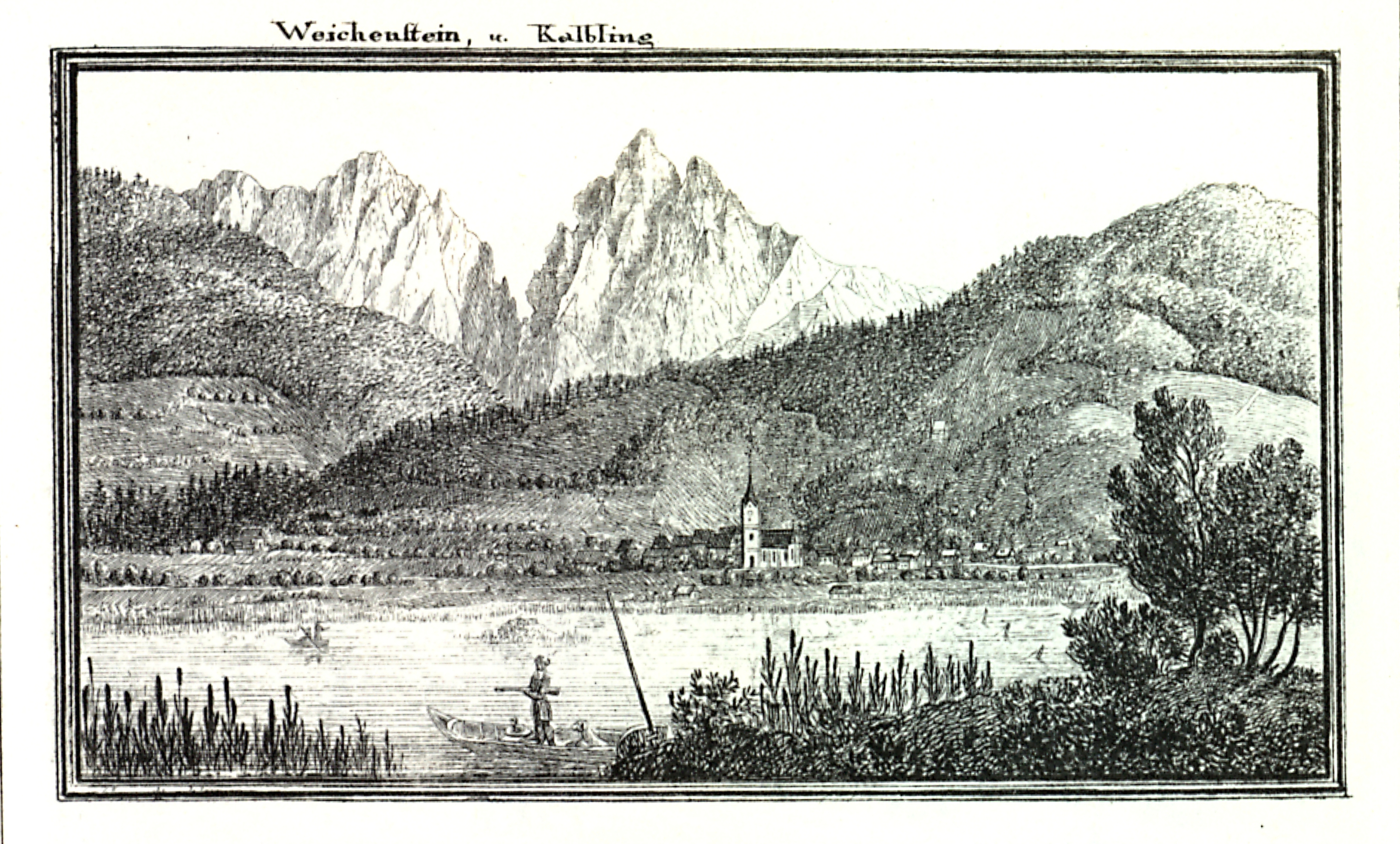
Poststation Gaishorn um 1830,
Lithographische Anstalt J.F. Kaiser, Graz

Gaishorn liegt im Paltental, eingerahmt von den Ennstaler Alpen im Norden, von den Eisenerzer Alpen im Osten, von den Seckauer Alpen im Süden und den Rottenmanner Tauern im Westen, an der alten Salzstraße von Selzthal nach St. Michael über den Schoberpass. Eine Mautstraße führt zur Mödlinger Hütte am Fuße des Admonter Reichensteins.

### Geologie
Die aus archaischen Gneisen und Graniten bestehenden Zentralalpen (Rottenmanner Tauern), die aus paläozoischen Phylitten und Kalken des Silur, Devon und Karbon aufgebauten Eisenerzer Alpen (Grauwackenzone), sowie die mächtigen Massen der Triaskalke und Dolomite in der Reichenstein-Sparafeld-Gruppe (nördliche Kalkalpen), formen die vielseitige Gaishorner Landschaft.

### Klima
Die geografische Lage bedingt ein raues, abwechslungsreiches Klima, häufige und heftige Winde, reiche Niederschläge, sowie lange Winter und kurze Sommer.

### Gemeindegliederung
2015 wurde die Gemeinde Gaishorn am See im Rahmen der steiermärkischen Gemeindestrukturreform mit der Gemeinde Treglwang zusammengeschlossen, die neue Gemeinde führt den Namen „Gaishorn am See“ weiter.
Die Gemeinde gliedert sich in vier Katastralgemeinden bzw. Ortschaften (Fläche Stand 31. Dezember 2023, Bevölkerung Stand 1. Jänner 2024):
- Au (2.758,3 ha), Au bei Gaishorn am See (373 Ew.) samt Schattenberg und Schönausiedlung
- Furth (1.218,7 ha, 27 Ew.)
- Gaishorn (1.289,49 ha), Gaishorn am See (613 Ew.) samt Schönausiedlung, Sonnberg und Tischlersiedlung
- Treglwang (2.416,59 ha, 327 Ew.) samt Brandschink, Sonnberg und Tobeitsch

### Nachbargemeinden
Gaishorn ist von vier Nachbargemeinden umgeben:
|                             | Admont                                      |                                    |
| Trieben                     | Kompassrose, die auf Nachbargemeinden zeigt |                                    |
| Hohentauern (Bezirk Murtal) |                                             | Wald am Schoberpaß (Bezirk Leoben) |

## Geschichte

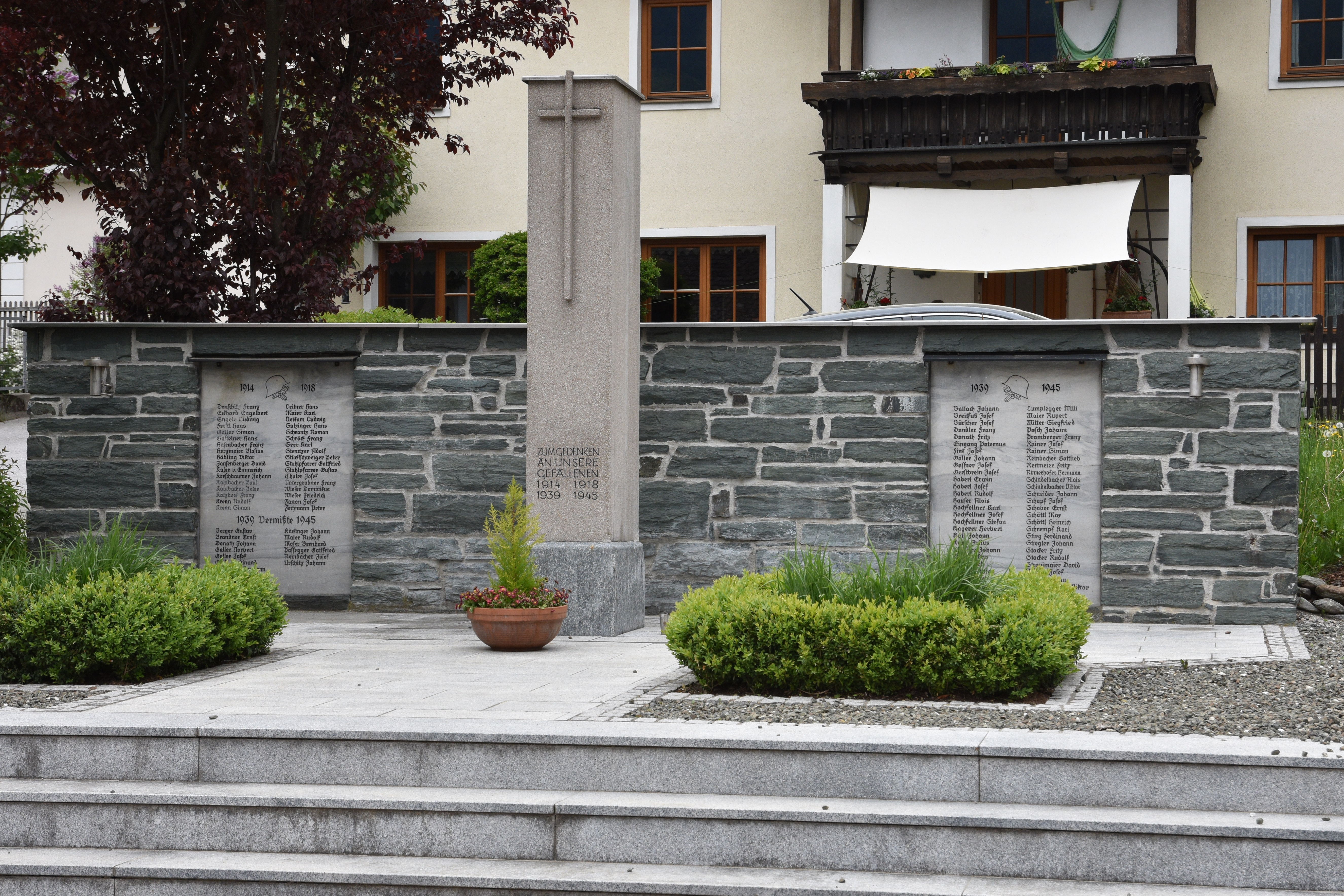
Kriegerdenkmal, 1952 errichtet

Gaishorn ist eine Schwemmkegelsiedlung im Paltental mit alpinen Paar- und Haufenhöfen. Der Ort wurde erstmals 1160 urkundlich erwähnt („Gaizzar“). Der Name geht auf althochdeutsch für ‚Bei den Ziegenhirten‘ (geizari) zurück. Im Ersten Weltkrieg fielen 34 Männer aus Gaishorn und im Zweiten Weltkrieg 64 Männer.
Gaishorn wurde 1960 zur Marktgemeinde erhoben und 1990 in „Gaishorn am See“ umbenannt.
Nach Unterzeichnung des Staatsvertrags 1955 kehrte der als „Schlächter von Wilna“ bekannte Kriegsverbrecher Franz Murer aus russischer Gefangenschaft in seinen Heimatort Gaishorn zurück. Es spielte die Musikkapelle auf und fast alle Ortsbewohner waren auf den Beinen, um den Heimkehrer zu begrüßen.

## Kultur und Sehenswürdigkeiten
- Katholische Pfarrkirche Gaishorn zur Hl. Dreifaltigkeit: (bis 1740: „Heiligster Erlöser“), erste urkundliche Erwähnung 1180, inmitten eines ummauerten Friedhofes. Spätgotische Pfarrkirche mit Barock- und Renaissance-Ausstattung. 1480 zerstört (Türkeneinfall). Neubau durch die Admonter Bauhütte (Chor 1495, Schiff am Fronbogen datiert mit 1520). Die Pfarre ist dem Stift Admont inkorporiert. Restaurierungen waren 1898 und 1952, eine Außenrenovierung 1907.
- Katholische Filialkirche hl. Virgil: 1448 erbaut, gotisch, geweiht 1465; zerstört 1480 (Türkeneinfall), Wiederaufbau bis 1524. Kapellenanbau 1733. Restaurierungen 1858, 1925, 1948
- Evangelische Pfarrkirche Gaishorn: erbaut 1872–1880, Saalraum mit einem der Fassade vorgestellten Turm, Renovierung 2009[6]
- Bildstock: mit Pagodendach aus dem 18. Jahrhundert am Ortseingang
- im Ort Bürgerhäuser aus dem 18. Jahrhundert, vor allem der Pfarrhof ist erwähnenswert
- im Gemeindegebiet charakteristische Bauernhöfe (Ennstaler Haufenhöfe)
- Griesmayrhof, bereits im 12. Jahrhundert als Edelhof genannt

### Natur
- Gaishorner See: besondere Fauna und Flora, Sportmöglichkeiten
- Der Steig durch die romantische Flitzenschlucht mit Wasserfällen war ehemals Ausgangspunkt für Wanderungen und Bergtouren auf den Admonter Reichenstein und zur Mödlinger Hütte. Der Steig ist verfallen und kann daher nicht mehr begangen werden.

## Wirtschaft und Infrastruktur

### Tourismus
Die Gemeinde bildet gemeinsam mit Kalwang, Kammern im Liesingtal, Mautern in Steiermark und Wald am Schoberpass den Tourismusverband „Palten-Liesing Erlebnistäler“ mit Sitz in Mautern.

### Verkehr
Gaishorn liegt an einer Teilstrecke der Rudolfsbahn und an der Schoberpassstraße. Die nächstgelegene Anschlussstelle an die Pyhrnautobahn (A9) befindet sich bei Trieben.

### Sport
Nach der im Jahre 2007 durchgeführten Weltcupveranstaltung im Wintertriathlon, sowie der 2008 durchgeführten Europameisterschaft fand vom 13. bis 15. Februar 2009 die Weltmeisterschaft im Wintertriathlon in Gaishorn am See statt.

## Politik
Der Gemeinderat hat 15 Mitglieder.
- Mit den Gemeinderatswahlen in der Steiermark 2000 hatte der Gemeinderat folgende Verteilung: 9 ÖVP, 4 SPÖ und 2 FPÖ.
- Mit den Gemeinderatswahlen in der Steiermark 2005 hatte der Gemeinderat folgende Verteilung: 8 ÖVP, 4 SPÖ, 2 FPÖ und 1 Gaishorner Bürgerliste.[8]
- Mit den Gemeinderatswahlen in der Steiermark 2010 hatte der Gemeinderat folgende Verteilung: 7 ÖVP, 4 SPÖ, 3 Gaishorner Bürgerliste und 1 FPÖ.[9]
- Mit den Gemeinderatswahlen in der Steiermark 2015 hatte der Gemeinderat folgende Verteilung: 7 SPÖ, 4 Gaishorner Bürgerliste und 4 ÖVP.[10]
- Mit den Gemeinderatswahlen in der Steiermark 2020 hatte der Gemeinderat folgende Verteilung: 9 SPÖ, 4 ÖVP und 2 Gaishorner Bürgerliste.[11]
- Mit den Gemeinderatswahlen in der Steiermark 2025 hat der Gemeinderat folgende Verteilung: 13 SPÖ, 2 FPÖ.[12]

### Bürgermeister
- 1965–1990 Medardus Wehr (SPÖ)[13]
- 1990–2011 Karl Pusterhofer (ÖVP)[14]
- 2011–2014 Manfred Jansky (ÖVP)
- 2015 Johann Grössing, Bürgermeister der Altgemeinde Treglwang als Regierungskommissär
- seit 2015 Werner Haberl (SPÖ)

### Wappen

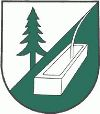
Treglwang

Beide Vorgängergemeinden hatten ein Gemeindewappen. Wegen der Gemeindezusammenlegung verloren diese mit 1. Jänner 2015 ihre offizielle Gültigkeit. Die Wiederverleihung erfolgte mit Wirkung vom 1. November 2015.

Die Blasonierung lautet:
„Ein gespaltener Schild, darin vorne in Blau ein steigender silberner Ziegenbock, in der hinteren von Silber und Rot gespaltenen Schildhälfte zwei anstehende Rauten in gewechselten Farben.“

## Persönlichkeiten

### Ehrenbürger der Gemeinde
- 1985: Hans Gross (1930–1992), Landeshauptmann-Stellvertreter

### Söhne und Töchter der Gemeinde
- Gerulf Murer (* 1941), Politiker (FPÖ)

### Personen mit Bezug zur Gemeinde
- Franz Murer (1912–1994), NSDAP-Funktionär, Offizier, genannt „Schlächter von Vilnius“[16]
- Lukas Hasler (* 1996), Konzertorganist